# Knurów Szczygłowice
Knurów Szczygłowice – nieczynna stacja kolejowa w Knurowie, w dzielnicy Szczygłowice; w województwie śląskim, w Polsce.